# C.C.C.C.
C.C.C.C. (auch Cosmic Coincidence Control Center für englisch Kontrollzentrum für kosmische Zufälle) ist ein 1989 gegründetes Japanoise-Projekt.

## Geschichte
C.C.C.C. wurde 1989 von der BDSM-Actress Mayuko Hino und ihrem Partner Hiroshi Hasegawa in Tokio gegründet. Die Band wird durch intensive Performances und vielschichtige Veröffentlichungen als legendäre Gruppe beurteilt. Weniger euphorisch gilt C.C.C.C. als einer der namhaften Interpreten des Japanoise der 1990er gerechnet.
Anfangs zählten neben dem Duo Fumio Kosakai und Ryuichi Nagakubo zur Band, die zügig für intensive und chaotische Liveauftritte bekannt wurde. Gerade in den Anfängen wies Hasegawa die Musiker an besonders laut zu spielen und frei zu improvisieren. Hino war dabei die visuelle Verkörperung der frühen Ästhetik des Japanoise. Mit ihrem biografischen Hintergrund in Tanz, Theater und Auftritten in Pornofilmen knüpfte sie auf der Bühne oft an ihre Vergangenheit an, tanzte nackt, ließ sich fesseln, fesselte sich selbst, übergoss ihre Brüste mit Wachs, warf sich auf der Bühne herum und gab sexuell konnotierte Laute von sich.
Noise und Industrial waren in Japan zu dieser Zeit kaum bekannt und die Auftritte der Gruppe stießen überwiegend auf Ablehnung. Als Vorgruppe einer Rockband wurden die Musiker von C.C.C.C. „wie Freaks“ behandelt. Ein Auftritt in einer Galerie hingegen wurde ebenso abgelehnt, da die Gruppe zu laut für die Gewohnheit des Kunstpublikums spielte.
Mit wechselnden Mitmusikern erschienen in den 1990er Jahren eine Reihe international beachteter Studioalben und Split-Veröffentlichungen der Gruppe. Nach dem Jahr 1998 blieben weitere Veröffentlichungen allerdings zeitweilig aus. Im Jahr 2007 erschien mit Chaos Is the Cosmos über Cold Spring Records ein erneutes Album. Sporadisch folgten weitere Veröffentlichungen.
Die frühen Veröffentlichungen entstanden in einer Phase in der Japanoise in den Vereinigten Staaten besondere Aufmerksamkeit erfuhr, wodurch C.C.C.C. in den Vertrieb kleiner Musikgeschäfte und die Rotation verschiedener College-Radios gelang. Im Jahr 1995 nutzte Thurston Moore die Musik der Band und weiterer Japanoise-Interpreten für einen Remix des Stücks Rising von Yoko Ono.

## Stil
Die Musik von C.C.C.C. entspricht dem Japanoise seiner Zeit von Hijokaidan, Incapacitants und Merzbow in einem Crossover mit Power Electronics. Hino versteht Noise als emotionales Ventil. Aus dem Ansatz, sich dem Noise emotional und nicht intellektuell zuzuwenden, entstehe ein unverwechselbarer Klang, der der Hörerschaft etwas über die Persönlichkeit des Künstlers vermittele.
Der Klang der Band zeichnet sich aus durch „den Einsatz von lauten, verzerrten Geräuschen, Rückkopplungen und Elektronik sowie durch die Verwendung unkonventioneller Instrumente und Objekte.“ Hino erzeuge „Wellen des Krachs“ und lasse sporadisch schaurige wie erhabene Schreie ertönen. Dabei waren die frühen Veröffentlichungen der Gruppe aufgrund der direkten Aufnahme und analogen Instrumente ruhiger und weniger verzerrt als andere Interpreten des Japanoise. Spätere Veröffentlichungen nutzten weiter die psychedelische Atmosphäre und freie Improvisation, steigerten derweil die Lautstärke und die Verzerrung. Späte Veröffentlichungen der Band gehören zu den klanglich vielfältigsten Noisealben mit einer ausgeprägten Bandbreite klanglicher Dissonanzen und ohrenbetäubender Lautstärke.

## Diskografie (Auswahl)
- 1991: Reflexive Universe (Album, Vanilla Records)
- 1992: Cosmic Coincidence Control Center (Album, Endorphine Factory)
- 1992: Phantasmagoria (Album, Endorphine Factory)
- 1993: Loud Sounds Dopa / Live in U.S.A. (Live-Album, Endorphine Factory)
- 1993: Amplified Crystal II (Album, Endorphine Factory)
- 1993: Community Center Cyber Crash / Live In Pittsburgh (Live-Album, RRRecords, SSS Productions)
- 1993: Amplified Crystal (Album, Endorphine Factory)
- 1994: Gnosis (Album, Drahtfunk-Products)
- 1996: Flash (Album, Cold Spring)
- 1996: Love & Noise (Album, Endorphine Factory)
- 1996: The Beauty of Pollution (Split-Album mit Nocturnal Emissions, Endorphine Factory)
- 1997: C.C.C.C. / Jalopaz / Alchemy of the 20th Century (Split-Album, Freak Animal Records, Leg Meat)
- 1997: Rocket Shrine (Album, Creativeman Disc.)
- 2005: Recorded Live at Broken Life Festival, Taipei, Taiwan September 9th 1995 (Live-Album, Tochnit Aleph)
- 2007: Early Works (Box-Set, No Fun Productions)
- 2007: Chaos Is the Cosmos (Album, Cold Spring)
- 2009: Black Light / Black Heat (Album, Collapsar Records)